# Vittuone
Vittuone ist eine Gemeinde mit 9244 Einwohnern (Stand 31. Dezember 2023) in der Metropolitanstadt Mailand, Region Lombardei.
Die Nachbarorte von Vittuone sind Arluno, Sedriano, Corbetta und Cisliano.

## Bevölkerungsentwicklung
Vittuone zählt 3190 Privathaushalte. Zwischen 1991 und 2001 stieg die Einwohnerzahl von 7267 auf 7526. Dies entspricht einer prozentualen Zunahme von 3,6 %.